# Música maestro (telenovela)
Música maestro es una telenovela colombiana producida por Caracol Televisión para la Cadena Dos entre 1990 y 1991. Filmada en el municipio de Calamar, una hermosa población al norte de Colombia, llena de hermosas arquitecturas de estilo republicano y mucha historia. Para la producción se contrataron personas residentes y se utilizaron todo tipo de recursos propios de la población. Esta telenovela cuenta la historia de amor en la década de fines de los años cincuenta y principios de los años sesenta entre dos cantantes de una orquesta. Tenía como eje central la música tropical de Pacho Galán, Lucho Bermúdez, Esthercita Forero, Matilde Diaz y Celia Cruz.

## Sinopsis
Atilano González (Fernando González Pacheco) hace realidad el sueño que juró a su padre antes de morir de crear una orquesta tropical respetable, la conformación de dicha orquesta no ha sido fácil, pues no contaba con el respaldo de su esposa Isolina (Chela del Río) que lo creía como una loca obsesión, además de incorporar a Sándalo Daza (María Cecilia Botero), que se había retirado de la música, y descubrir talentos escondidos, como el caso de Cascarita, un payaso cuya gran fortaleza es el canto. Ambientada en el Caribe colombiano, la telenovela incorporó los ritmos tropicales en el argumento.
A la trama principal de la conformación de la Orquesta Los Diablos del Caribe, se unen varios historias amorosas: el matrimonio Atilano-Isolina, una relación difícil, aliviada por el recuerdo de una pasión juvenil de Atilano con Elida Pérez; Sándalo Daza que no se decide a aceptar a Tony, o la relación juvenil de Sebastián "Paseo" Pérez y la dulce Juanita, quien al principio se siente atraída por el maduro Bienvenido Ortiz. Los personajes cómicos aportan una faceta pintoresca a la historia, como el dueño de la emisora, Rafa Madagascar o el abogado bogotano Saul Marquetti, un cachaco perdido en el ambiente barroco y exagerado de la Costa Atlántica.
La novela tiene dos discos con la Banda sonora original, editados por CBS.

## Elenco

### Principal
En orden de aparición
- María Cecilia Botero como Soledad Daza (Sándalo Daza)
- Luis Eduardo Arango como Antonio "Tony" Barajas (Tony de las Estrellas)
- Bruno Díaz como Bienvenido Ortiz
- Moisés Angulo como Rafael "El Rafa" Madagascar
- César Mora como Cascarita (Pepito Mamoré)
- Margalida Castro como Elida Pérez
- Carlos de la Fuente como Saúl Marquetti
- Chela del Río como Isolina Malabares
- Norma Constanza como Fernanda Fernández
- Guillermo Vives como Sebastián Pérez "Paseo"
- Fernando Solórzano como Facundino Creta
- Silvia de Dios como Juanita del Mar
- Fernando González Pacheco como Atilano González

### Secundario
- Isadora - Marucha Vendaval
- Saín Castro
- Frank Ramírez - Sam Salamandra
- Sebastian Ospina
- Linda Lucía Callejas
- Lucero Gómez como Hermana Dominga

## Emisión internacional
- Televen (1990-91)